# Вилареале (Павија)
Вилареале је насеље у Италији у округу Павија, региону Ломбардија.
Према процени из 2011. у насељу је живело 98 становника. Насеље се налази на надморској висини од 115 м.